# Allolepis texana
Allolepis es un género monotípico de plantas de la familia de las Poáceas Su única especie: Allolepis texana (Vasey) Soderstr. & H.F.Decker, es originaria del sur de los Estados Unidos.

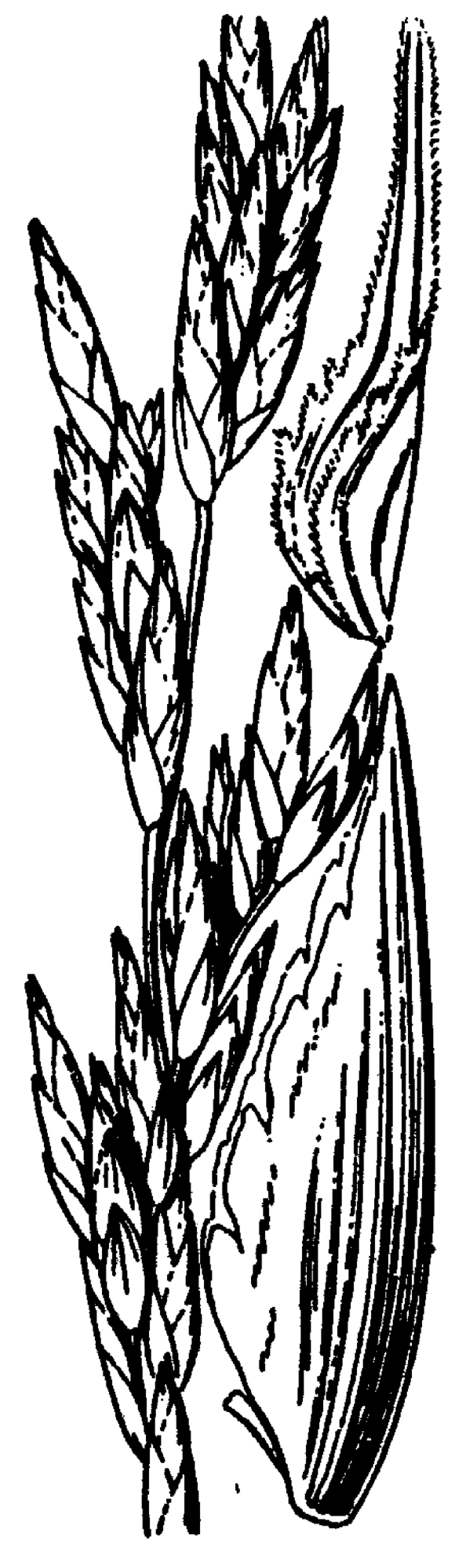
Ilustración

## Descripción
Es una planta herbácea perenne; dioica; rizomatosa y estolonífera (estolones largos y sólidos). Tallos de 70 cm a 1 m de altura. Nódulos de las cañas glabros. Plantas inermes. Hojas no basalmente agregadas; sin aurículas. Láminas de las hojas lineales; angostas; 3–5 mm de ancho (a 3 dm de long.); chatas; sin glándulas abaxiales multicelulares; sin venación cruzada; persistentes. Lígula de filas de pelos muy densos. Contralígula ausente.

## Rango, ecología, fitogeografía
1 especie; sur de EE. UU.. Especie de hábitats abiertos; aparentemente glicofítica (en contraste con su pariente Distichlis). Sitios arenosos. Holártica. Boreal y Madrean. Atlántico del Norte Americano. Atlántico del Sur Norte Americano. 

## Taxonomía
El género fue descrito por Soderstr. & H.F.Decker y publicado en Madroño 18(2): 34. 1965.
Etimología
El nombre del género deriva del griego allo (diferente), y lepis (escala), aludiendo a las disimilitudes entre lemmas femeninas y masculinas.
texana: epíteto geográfico que alude a su localización en Texas.
Citología
El número cromosómico básico del género es x = 10, con números cromosómicos somáticos de 2n = 40 tetraploide.
Sinonimia
- Distichlis texana (Vasey) Scribn.
- Poa texana Vasey
- Sieglingia wrightii Vasey[3]